# Hadera
Hadera és una ciutat del Districte de Haifa, a Israel. Situada a la costa mediterrània, es troba a 48 km al nord de Tel-Aviv i a 51 km al sud de Haifa.

## Història
La ciutat fou fundada com a moixav el 1890 per immigrants russos i de l'Europa de l'Est membres del grup sionista Hovevé Tsiyyon. El nom de la ciutat prové de l'àrab hudaira (verd), ja que la ciutat és envoltada per camps agrícoles molt fèrtils. Durant els primers anys a la vila, molts habitants es veieren afectats per la malària, i per això van decidir d'assecar els aiguamolls propers plantant eucaliptus, amb la col·laboració del baró Edmond de Rothschild. Actualment, tots aquells aiguamolls són camps agrícoles, que produeixen principalment cítrics.
Fins als anys cinquanta, Hadera era el centre de la plana de Xaron. Amb el temps, però, altres ciutats de la regió es desenvoluparen més ràpidament, com ara Netanya, i adquiriren més importància. La ciutat és valorada pels turistes per les vistes del mont Carmel i per les ruïnes de Cesarea, que es troben a pocs quilòmetres al nord-oest de Hadera.
A la zona costanera de Hadera hi ha la central tèrmica d'Orot Rabbín (llums de Rabbín, en hebreu), que s'anomena així pel primer ministre Yitshaq Rabbín. La central crema, sobretot, carbó importat de Sud-àfrica, i les seves tres xemeneies són visibles des de molts quilòmetres de distància.

## Impacte de la Intifada
Hadera, considerada una ciutat segura pels seus ciutadans, ha patit diversos atemptats en un breu període. El més greu fou un terrorista suïcida que va fer-se explotar el 26 d'octubre de 2005 en una parada de falafel, matant cinc civils.

## Dades estadístiques

### Demografia

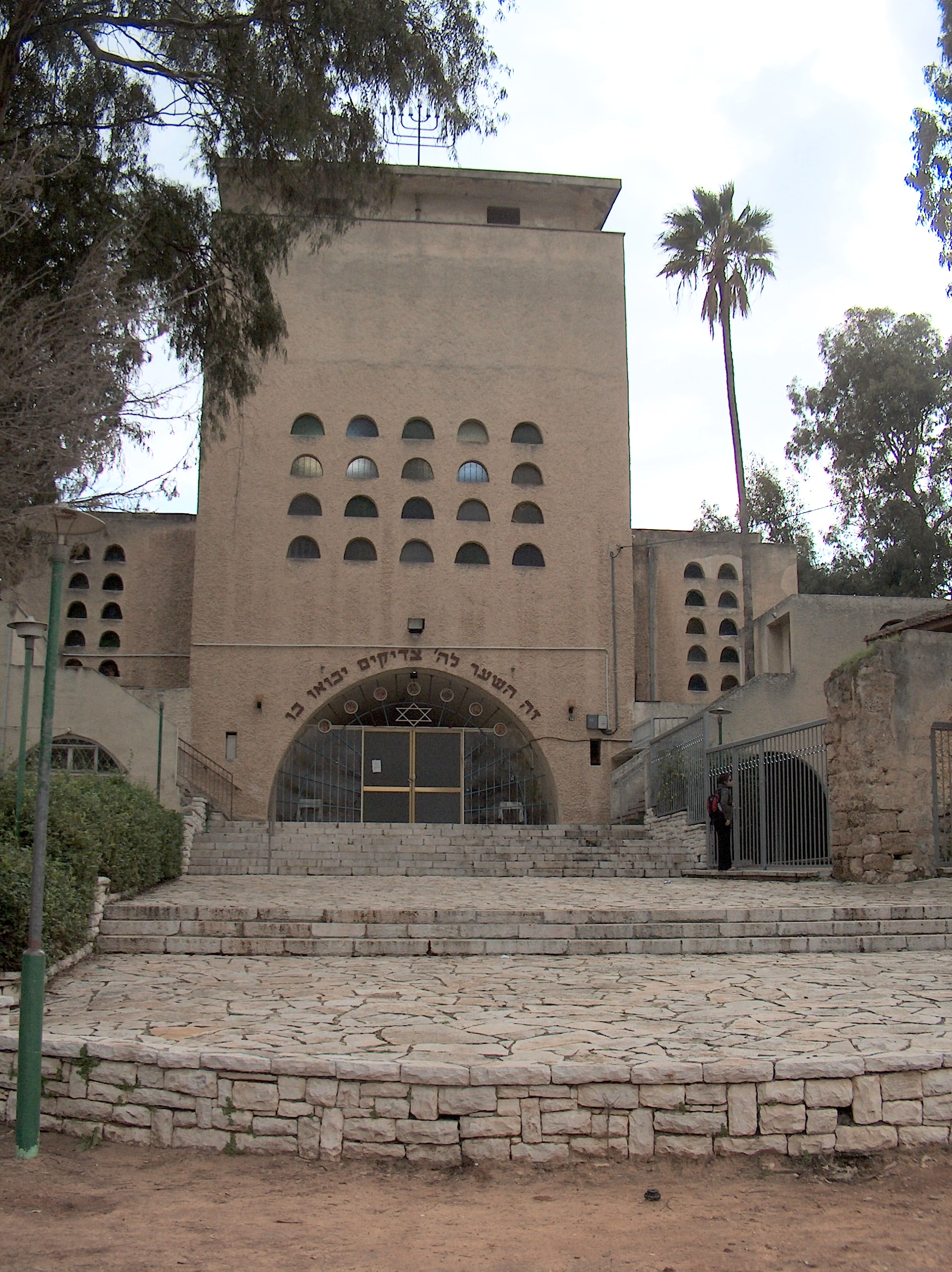
La Gran Sinagoga de Hadera, construïda entre 1936 i 1940.

Segons l'Oficina Central d'Estadístiques d'Israel (OCEI), l'any 2001 la població de la ciutat era un 99,2% jueva o no-àrab, i no hi ha un nombre significatiu d'àrabs.
L'any 2001 hi havia 35.700 homes i 37.400 dones. La població de la ciutat es compon en un 32,9% de persones de menys de 20 anys, un 15,4% de persones d'entre 20 i 29 anys, un 18,8% d'entre 30 i 44, un 17,3% d'entre 45 i 59, un 4,0% d'entre 60 i 64, i un 11,7% de majors de 65. La taxa de creixement de la població aquell mateix any era d'1,7%.

### Ingressos
Segons l'OCEI, l'any 2000 hi havia 27.920 empleats i 1.819 autònoms a la ciutat. El salari mensual mitjà de la ciutat per als empleats era de 5.135 nous xéquels. El salari mitjà dels homes era de 6.607 nous xéquels i el de les dones era de 3.598 nous xéquels. Els ingressos mitjans dels autònoms eren de 6.584 nous xéquels. 1.752 persones rebien prestació d'atur i 6.753 ajuda social.

### Ensenyament
Segons l'OCEI, hi ha 42 centres educatius i 15.622 estudiants a la ciutat. Hi ha 24 escoles primàries amb 7.933 estudiants i 21 escoles secundàries amb 7.689 estudiants. L'any 2001, un 57,5% dels estudiants d'últim curs de secundària es van graduar. En 1987, la primera escola democràtica d'Israel fou inaugurada a Hadera.

## Ciutats agermanades
- Nuremberg (Alemanya)